# نابض
النابض (الجمع: نَابِضَات، نَوَابِض) الزُنْبُرُك (الجمع: زُنْبُرُكَات) أو الياي (بالتركية: Yay) (الجمع: يايات) أو الرَّفاص أو الرَّفاز أو الدوَّارة: سلكٌ ملوي حلزونيًّا، يُتَّخذ في مختلِف الآلات ومراتب الأسِرَّة وغيرها، وهو شريطٌ من الصُّلْبٍ (الفولاذ)، طويلٌ مقوَّسٌ، يُلَفُّ على محور الساعة ونحوِها، فإذا انبسطَ (امتدَّ)، حرَّكَ دواليبَها (أدارَ عجلاتِها) أو آلاتها.

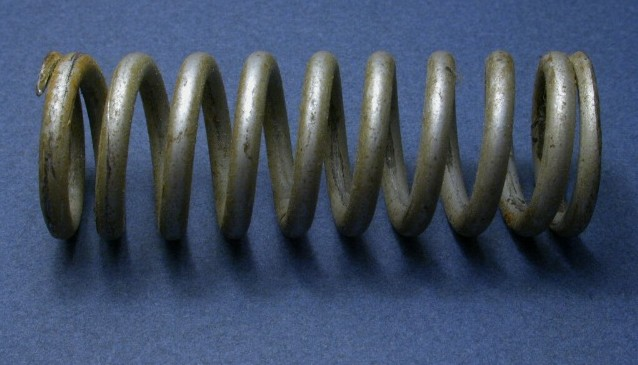
نابض انضغاطي

## التسمية
الزُنْبُرُك: تركيُّ «zemberek» (زَنبَرك)، وهو من «زَنبُورَك» بـالفارسية، تصغيرِ «زنبور» على الطريقة الفارسية؛ فإنَّ إلحاق الكاف بالاسم (بآخِرِه) يفيد التصغير. مُرادفه «النابض».
وفي «المُعْجَم المفصَّل في المعرَّب والدخيل»: "زُمْبُرُك، زُنْبُرُك: النابض؛ المحرِّك، أطلقت قديمًا على آلة حربية راجمة، ترمي الرماح جملة عن طريق الضغط. و هي تُطلق على القطعة المحرّكة في الساعة، من الفارسية: «زَنْبورَك»".

## التاريخ
وجدت نماذج معدنية في العصر البرونزي وذلك كما هو الحال بالنسبة لمعظم الميكانيزمات الأساسية، وقد تم استخدام نوابض بسيطة جدًا وغير لولبية عبر التاريخ حتى أن أغصان الأشجار المرنة استخدمت كنوابض. و يمكن القول أن النوابض وجدت قبل وجود المعادن، حيث استعمل الخشب سابقا كعنصر ذو بنية مرنة في أقواس الرماية والمنجنيقات في العمليات الحربية. خلال القرن الثالث قبل الميلاد طور المهندس الإغريقي (كاتسيبوس) من الإسكندرية طريقة لصناعة برونز نابضي وذلك بزيادة نسبة القصدير في الخليطة والتقسية بواسطة الضرب بالمطرقة، وحاول استخدام مجموعة من النوابض الورقية لصناعة منجنيق عسكري، لكنها لم تكن قوية كفاية، وخلال القرن الثاني قبل الميلاد قام المهندس (فيلو) من بيزنطة بصناعة منجنيق مشابه لكنه أفضل من السابق.
استعملت الأقفال بشكل واسعة في الإمبراطورية الرومانية القديمة وقد استخدمت هذه الأقفال صفائح معدنية مقوسة لتحافظ على الأبواب مغلقة حتى تضغط الصفائح بواسطة المفاتيح. التطور التالي في تاريخ النوابض حدث في العصور الوسطى. فقد اخترع (فيلارد ديهونيكورت) منشار آلي في عام 1250م استخدم عجلة مائية لدفع نصل المنشار باتجاه واحد وفي الوقت نفسه ينحني الطرف المقابل, وعندما يعود إلى الحالة المسترخية يقوم بسحب نصل المنشار في الاتجاه المعاكس.. وقد طورت النوابض اللولبية في وقت مبكر من القرن الخامس عشر. وذلك باستبدال نظام الأوزان الذي استخدم بشكل واسع في تشغيل الساعات بنظام النوابض الملفوفة. وقد أصبحت النوابض الدقيقة ضرورية جدا في عصر النهضة الأوروبية وذلك في صناعة الساعات الدقيقة حيث شهد القرن الخامس عشر تطورًا كبيرًا جدًا في علم وفن صناعة الساعات. كما أن الأسلحة النارية كانت أيضًا مجالًا مهمًا شجع على تطور صناعة النوابض.
وفي القرن الثامن عشر كانت الحاجة لكمية كبيرة من النوابض الدقيقة وذات السعر المنخفض، حيث كانت صناعة النوابض يدوية في غالب الأحيان أما بالنسبة للوقت الحالي فإن النوابض تصنع بشكل واسع من سلك الموسيقى (الجمعية الأمريكية لاختبار المواد A228 (0.8 0.95% C)) أو ما شابه.
طورت منهجيات التصنيع حاليًا بشكل كبير بحيث نجد اليوم النوابض منتشرة في كل مكان وسمحت التقنيات الموجهة بالحاسوب بإنتاج صفائح أو أسلاك نابضيّة حسب الكمية المطلوبة خلال أسابيع.

## قانون هوك
تعريف النابض (الزنبرك) النوابض هي من العناصر الميكانيكية الأساسية والتي تشكل أساس لعدة أنظمة ميكانيكية.
يمكن تعريف النابض بأنه عنصر مرن يبذل قوة مقاومة عندما يتغير شكله. معظم النوابض خطية وتخضع لقانون هوك:
F=KΔ حيث F قوة رد الفعل، Δ هي الإزاحة، وK هو ثابت النابض.

## أنواع النوابض

### أولا: النوابض السلكية اللولبية

#### النوابض القابلة للانضغاط
هي نوابض ذات ملف حلزوني مفتوح تقاوم القوى الضاغطة المطبقة باتجاه محورها. نوابض الانضغاط اللولبية تستخدم لمقاومة القوى الضاغطة المطبقة أو لتخزين الطاقة في أنظمة الدفع. تمتلك النوابض القابلة للانضغاط أشكال متنوعة وتستخدم بشكل عام في الأنظمة الآلية والتطبيقات الفضائية وغيرها. إن أغلب نوابض الانضغاط هي عبارة عن نوابض اسطوانية مستقيمة مصنوعة من سلك دائري المقطع. ولكن هناك العديد من الأشكال الأخرى لهذه النوابض تتضمن النوابض المخروطية، النوابض البرميلية، نوابض الساعة الرملية، النوابض الاسطوانية. ويمكن أن تكون هذه النوابض يمينية أو يسارية الالتفاف.
الأبعاد الأساسية لهذه النوابض هي كما يلي:
- الطول الحر، الأصغري، الأعظمي، الطول الصلد (الطول الصلد للنوابض القابلة للانضغاط هو بالتعريف طول النابض عندما يتعرض لحمولة كافية لجعل لفاته متماسة مع بعضها البعض وبالتالي فإن تطبيق أي قوة إضافية لا يؤدي إلى انحراف النابض)

- لقطر الوسطي للنابض، القطر الخارجي والقطر الداخلي.

- عدد اللفات الفعلية، عدد اللفات الفعالة.

- ثابت النابض.

يعبر هذا الثابت عن التغير في القوة (الحمل) بدلالة الانحراف أو الانتقال للنابض. ويمكن تحديد هذا الثابت كما يلي:
1.إجراء انحراف للنابض تقريباً بمقدار 20% من الانحراف المسموح به ونقيس القوة (P1) وطول النابض (L1).
2.إجراء انحراف للنابض تقريباً بمقدار 80% من الانحراف المسموح به ونقيس القوة (P2) وطول النابض (L2). ويجب الانتباه إلى عدم تلامس اللفات عند الطول L2 (ماعدا النهايات المتراصة)
3.حساب الثابت (R) (N/mm)
R = (P2 - P1) / (L1 - L2)
oنهايات النوابض
يوجد أربعة أنواع نهايات لنوابض الانضغاط اللولبية، عادية، عادية مجلوخة، متعامدة، متعامدة مجلوخة.
تنتج النهايات العادية عن قطع اللفات وترك النهايات كما هي بنفس الخطوة، تعتبر هذه النهاية رخيصة التصنيع واقتصادية ولكنها لا تعطي مركزية لمحور النابض مع سطح الاستناد. والنهاية المجلوخة تعتبر أفضل من ناحية التمركز حيث أن سطح اللفة يكون عامودياً على محور النابض، أما النهاية المتعامدة فاللفة الأخيرة فيها تكون مستوية، وبالتالي هناك تغير في الخطوة وتأمين للتمركز. والنهاية المتعامدة المجلوخة تؤمن تمركز محور النابض بشكل جيد وهي مكلفة اقتصادياً بعض الشيء، كما أنه نتيجة الجلخ يصبح قطر السلك في اللفة الأخيرة صغيراً جداً (أقل من mm 0.5) لذلك ينصح في بعض الحالات وحسب الشروط باستعمال النهايات المتعامدة فقط.

#### النوابض القابلة للتمدد

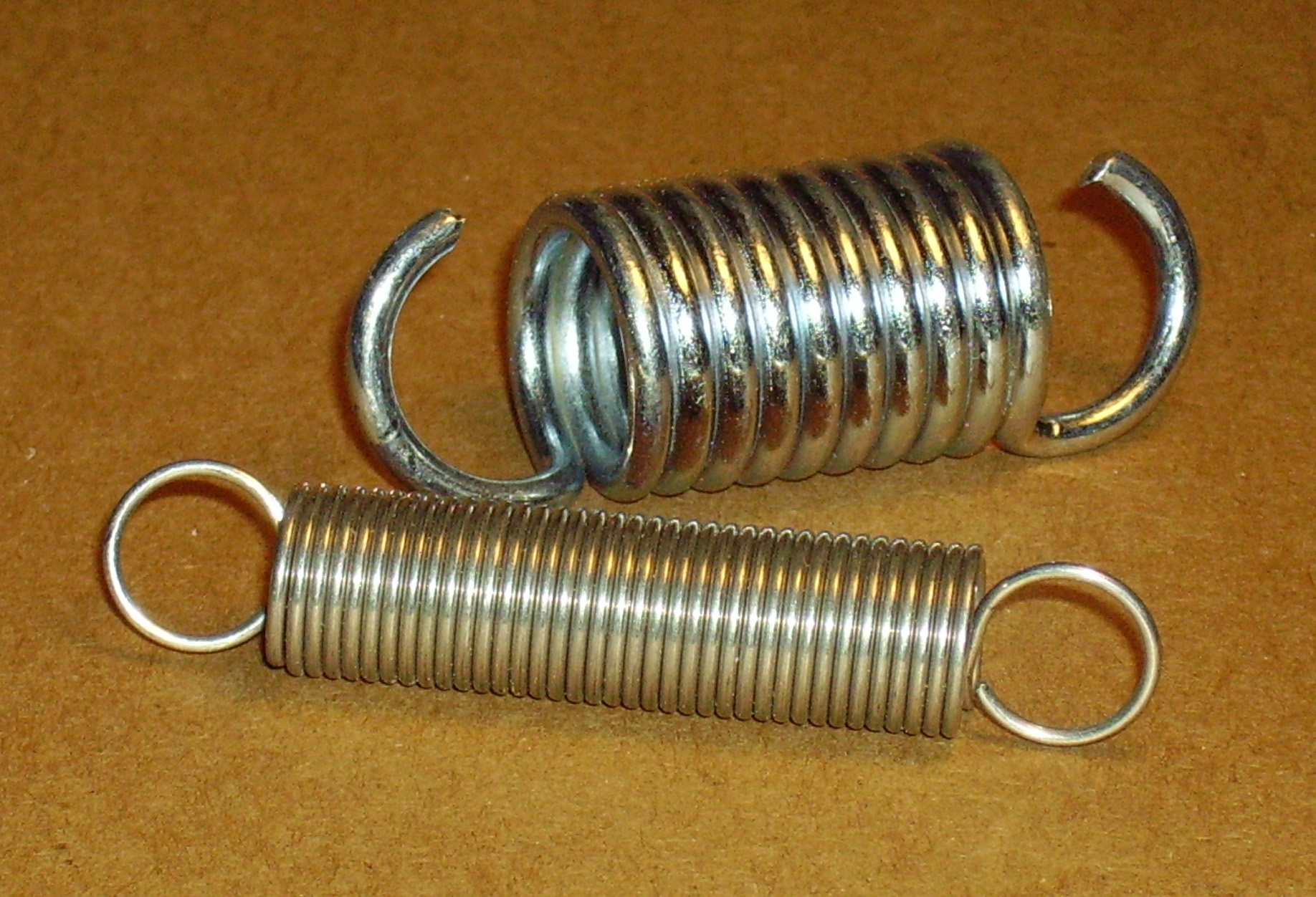
النوابض القابلة للتمدد

وهي نوابض ذات ملف حلزوني مغلق (أو مفتوح) تتحمل حمولات الشد. ويجب أن يراعى عند تصميمها الإجهادات الابتدائية، الإجهادات على الخطافات، طرق اللف الخاصة، تسامح الشد الأعظمي عند التركيب.
وهي النوابض التي تمتص الطاقة عن طريق مقاومتها لقوى السحب. عادةً تصنع النوابض القابلة للتمدد من أسلاك ذات مقطع دائري تلف مع شد ابتدائي. استخدامات هذه النوابض تتضمن المسجلات والموازين والأبواب والغسالات والتطبيقات التي تتطلب نماذج متنوعة من أدوات الشد. أنواع مختلفة من النهايات تستخدم لوصل هذه النوابض بمصادر القوة. وتوجد هذه النوابض بأشكال مختلفة ومتعددة.
أما بالنسبة للثوابت والأبعاد التصميمية لهذه النوابض فهي كما يلي:
•الطول، الأصغري، الأعظمي.
•القطر المتوسط، القطر الخارجي الأعظمي، القطر الداخلي الأصغري.
•قياس السلك، مادة السلك.
•عدد اللفات.
•تصميم النهايات – اتجاه اللف يميني أو يساري.
•القوة التي يستطيع النابض تحملها.
•طول التمدد الأعظمي.
oالشد الابتدائي:
إن غالبية النوابض القابلة للتمدد يتم لفها مع شد ابتدائي. حيث يكون هذا الشد هو القوة الداخلية التي تثبت اللفات بإحكام مع بعضها البعض. وبخلاف النوابض القابلة للانضغاط – التي تكون ذات تحميل وانحراف ابتدائي يساويان الصفر – فإن النوابض القابلة للتمدد يمكن أن تكون ذات تحميل مسبق عند انحراف يساوي الصفر. إن هذا التحميل المسبق الذي يدعى الشد الابتدائي يمكن أن يتغير ضمن حدود حيث ينقص بزيادة دليل النابض (و هو نسبة قطر النابض إلى قطر سلك النابض) حيث هناك لكل دليل نابض مجال للإجهاد بحيث يمكن أن يثبت بدون مشاكل. وإذا احتاج المصمم إلى نابض قابل للتمدد بدون شد ابتدائي فيجب عليه تصميم النابض بوجود فراغ بين اللفات.
بخلاف النوابض القابلة للانضغاط فإن هذه النوابض لا تملك نقطة توقف صلد لمنع التحميل الزائد. وبسبب ذلك فإن مستويات الإجهاد للنوابض القابلة للتمدد أقل منها في النوابض القابلة للانضغاط. هناك نوع خاص من النوابض القابلة للتمدد تدعى النوابض المتداخلة حيث تملك هذه النوابض نقطة توقف صلد وتشكل نوع من النوابض القابلة للانضغاط مزود بخطاف خاص.
ثابت النابض
1.يمد النابض إلى الطول (L1) حتى تتباعد لفات النابض ثم تقاس القوة (P1).
2.يمد النابض إلى طول ثاني أكبر من الأول (L2) وتقاس أيضاً القوة (P2).
3.يتم حساب الثابت بتقسيم فرق القوى على فرق الأطوال كما يلي:
```
(R = (P2 - P1)/(L2- L1
```

oقياس الشد الابتدائي
1.تحديد الطول الابتدائي الدقيق (Li) للنابض عن طريق تطبيق قوة كافية على النابض تؤدي إلى شده دون أن تتباعد لفاته.
2.يمد النابض إلى الطول (L1) كاف لفتح لفات النابض ثم تقاس القوة (P1).
3.يمد النابض إلى الطول (L2) للحصول على انحراف مساو للانحراف الحاصل في الحالة الأولى ثم تقاس القوة (P2).
4.نظراً لأن الانحرافين متساويين، فإنه يمكن إثبات أن الشد الابتدائي يعطى بالعلاقة:
Pi = 2P1 - P2
oمواصفات نهايات النوابض القابلة للتمدد
التنوع في النهايات التي يمكن استخدامها في النوابض القابلة للتمدد غير محدود وذلك حسب التصميم المطلوب حيث يمكن أن تحوي هذه النهايات على شرار، أو على عيون تضييق أو توسيع على جانب النابض أو في مركزه، أو حلقات تمدد، أو خطافات أو عيون متنوعة حسب الموقع والمسافات بالنسبة جسم النابض، وحتى نهايات ذات شكل مستطيل.
معظم حالات الانهيار للنوابض القابلة للتمدد تحدث في منطقة النهاية. ولإطالة عمر هذه النوابض يجب أن يكون مسار السلك ناعماً وتدريجياً حتى الوصول إلى النهاية. كما يجب تقليل تركيز الإجهادات إلى الحد الأدنى. الحد الأدنى لنصف قطر الانحناء لسلك النابض هو 1 1/2 مرة من قطر السلك.
في الماضي كان يتم تشكيل الكثير من النهايات في عمليات ثانوية. أما الآن – بوجود الآلات الحديثة التي يتم التحكم بها بواسطة الكمبيوتر – فإن العديد من النهايات يتم تشكيلها مباشرةً أثناء عملية اللف.

#### النوابض القابلة للفتل

النوابض القابلة للفتل

وهي نوابض تعطي ضغط في اتجاه دائري (عزم دوران) يسمى أيضا النابض المحرك أو (نابض الطاقة) وهي وشائع حلزونية يمينية أو يسارية بحيث يلتف عند التحميل من الموقع الحر نحو الموقع الملفوف. إن تحميل النابض يؤدي إلى انخفاض في قطره وزيادة في طوله، هذه التغيرات في شكل النابض يجب أن تكون محسوبة بشكل دقيق لمعرفة الانحناء الذي سيتعرض له ساعد النابض. كما يجب ترك فراغ طفيف بين حلقات النابض وذلك من أجل منع الاحتكاك بين هذه الحلقات والذي قد يؤدي إلى تعديل عزم الفتل ومقدار الانحراف.
والنوع الخاص من نوابض الفتل المسمى بنابض الفتل المزدوج يملك فراغ بين الملفات لتقليل الاحتكاك. حيث أن نوابض الفتل المزدوج تتألف من ملفين أيمن وأيسر متصلان ببعضهما البعض ويعملان بالتوازي.
إن النوابض الحلزونية التي تستخدم لتطبيق عزم دوران أو لتخزين الطاقة التدويرية تدعى غالبا بنوابض الفتل أو الفتل المزدوج. عزم الدوران هو بالتعريف القوة التي تؤدي إلى الدوران.
هذا وتستعمل هذه النوابض في مفصلات الأبواب وفي مقلّع السيارات وتستعمل عندما يتطلب الأمر تأمين عزم دوران في كثير من الآليات. وهي تلف كنوابض الانضغاط والشد ولكن مع تشكيل النهايات بحيث تصلح لنقل عزم الدوران وغالبا ما تكون اللفات متجاورة بجانب بعضها البعض. إن العزم المطبق على اللفات يسبب الانعطاف على السلك.
إن العزم المطبق يجب أن يسعى دائما لإغلاق اللفات على بعضها البعض وليس إبعادها عن بعضها البعض، لأن الإجهادات المتبقية نتيجة عملية لف النابض تتوافق ضد عزم الاغلاق. والعزم المطبق يجب ألا يعكس اتجاهه أبدا أثناء العمل.
الحمولات الديناميكية على النوابض يجب أن تكون متراوحة أو متكررة ولكنها غير منعكسة مع نسبة إجهادات موجبة.
R≥ 0 ……….. R=σ min / σ max
يجب تثبيت هذه النوابض قطريا في ثلاث نقاط على الأقل عند قطر اللفة لامتصاص رد الفعل. هذا التثبيت يتم عادة بوضع قضيب ضمن اللفات. حيث يجب أن يكون قطر القضيب حوالي 90% من أصغر قطر داخلي للفات وذلك لتجنب انعطافه أثناء تطبيق القوة.
من أجل تصنيع نوابض الفتل اللولبية يجب تحديد المواصفات الأساسية لهذه النوابض وهي:
الزاوية بين نهايتي النابض- الحمل المطبق على هاتين النهايتين- ذراع العزم - الانحراف الزاوي عن الوضع الحر- قطر السلك- قطر اللفة الخارجي – عدد اللفات- كما يجب تحديد القوة بالزاوية بين النهايات بعد تطبيق هذه القوة.
بما أن الحمولة تسبب الانعطاف فإن الأسلاك المربعة أو المستطيلة تعطي مردودا أكبر إذا اعتبرنا الصلابة في واحدة الحجم. ومع ذلك تصنع معظم نوابض الفتل من أسلاك دائرية المقطع بسبب انخفاض الكلفة الاقتصادية وكثرة تنوع المواد المتوفرة.

#### تشكيلات سلكية
التشكيلات السلكية هي أطوال وأشكال خاصة من الأسلاك مشكلة ومحنيّة لأغراض معينة. وليس هناك حدود لإمكانيات الأشكال الممكن إنتاجها بهذه الطريقة، مثل الخطاف مثلا، كما يوجد عدة أشكال أخرى.

### ثانيًا: النوابض المسطحة

#### النابض الصفائحي

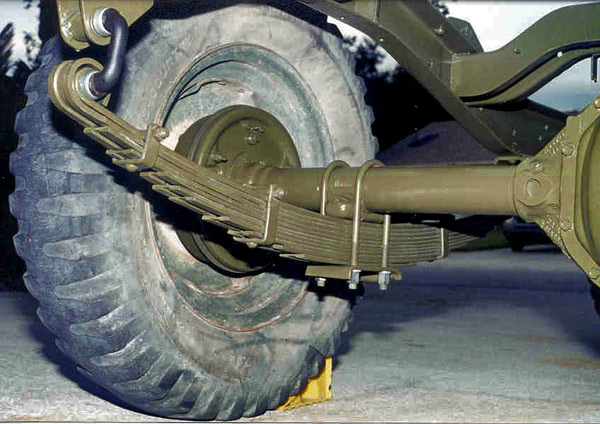
النابض الصفائحي

يمكن تصميم النابض الصفيحي المبين بالشكل بحيث يكون له خواص متقدمة. وهو نابض غير خطي، مفيد جدا للآليات والشاحنات والتي يجب أن تتناسب فيها استجابة النوابض مع مجال واسع من التحميل.
تستخدم النوابض الصفيحية بشكل أساسي لامتصاص الصدمات في السيارات والقطارات والمطارق والمكابس الميكانيكية، حمل وزن الآلية وتأمين المقاومة والاستقرار الكافيين ضد انقلاب وتأرجح الآلية ومقاومة آثار الانعطاف الجانبية وتامين مقاومة للصدمات.

#### النابض المنبسط
يستخدم هذا النوع من النوابض في شروط فراغ مقيدة في العديد من المنتجات مثل الزواجل الكهربائية (الريليات) والمفاتيح.
يمكن استخدام العديد من المواد منها الفولاذ النابضي عالي الكربون، البرونز المفسفر، نحاس-بيريليوم، فولاذ مقاوم للصدأ (ستانلس ستيل)، نيكل فضة، ومواد أخرى.
تعتمد المعادلات المستخدمة لحساب النوابض المستوية على معادلات حساب الجوائز المعيارية بحيث يكون الانحراف أو التشوه صغيرا في هذه الحالة ولا يتجاوز %25 من طول النابض.

## فولاذ النوابض
فولاذ النوابض هو خليطة معدنية ذات إجهاد حد خضوع عالي جدا MPa) 1000- 1400) يصنع عادة من الفولاذ المقسى أو المقسى والمراجع لكن معظم النوابض تصنع من الفولاذ الملدن (المخمر) ومن ثم يتم تقسيتها ومراجعتها بعد عملية التشكيل. وهذا يسمح للعناصر المصنوعة من فولاذ النوابض أن تعود إلى شكلها الأصلي على الرغم من الفتل أو الانحناء الذي تتعرض له.
و فولاذ النوابض حرفيا، هو الفولاذ المستخدم في صناعة النوابض يمتلك هذا النوع من الفولاذ 0.95%-0.4% كربون مع أو بدون وجود عناصر خلائطية أخرى وبالتالي هناك فولاذ كربوني وفولاذ خلائطي، غالبا ماتصنع المواد النابضية من الفولاذ الكربوني عالي الكربون أو الفولاذ الخلائطي أو الفولاذ المقاوم للصدأ(الستانلس ستيل)، خلائط النحاس وخلائط النيكل.
الفولاذ النابضي الكربوني الأكثر استخداما هو ASTM A228 (0.8 0.95% C) حسب الترميز الأمريكي والمعروف باسم "music wire" أو «سلك الموسيقى»
أما المكون الأساسي لمعظم خلائط فولاذ النوابض هو السيليكون مثال على ذلك فولاذ النوابض المستخدم في السيارات (AISI 9255 DIN، UNI 55Si7 AFNOR 55S7) يحتوي على 1.50%-1.80% سيليكون 0.70%-1.00% منغنيز 0.52%-0.60% كربون.
إن معظم العناصر المصنوعة من فولاذ النوابض تقسى وتراجع حتى قساوة 45 على مقياس روكويل C.
تمتلك هذه الأنواع من الفولاذ إجهاد خضوع مرتفع، كما يمكن درفلتها على البارد لتحسين حد المرونة بشكل أفضل، وهذا النوع من الفولاذ غير قابل للحام بسبب زيادة نسبة الكربون فيه.
كما يمكن أن يصنع من مواد مثل المطاط واليوريتان نوابض اسطوانية غير ملفوفة. وتم تطوير بعض المواد السيراميكية لصنع نوابض تتحمل درجات الحرارة العالية جدا، كما يتم حاليا اختبار ألياف الزجاج ذات الاتجاه الواحد لإمكانية استخدامها في صناعة النوابض. التيتانيوم هو الأكثر كلفة ثم فولاذ كروم سليكون وكروم فاناديوم ثم سلك الموسيقى ثم الفولاذ المراجع بالزيت.

### اختيار مواد النوابض
بشكل أساسي إن بيئة العمل للنابض تعتبر من أكثر الاعتبارات أهمية في اختيار مادة النابض الملائمة. من أجل الاختيار الناجح لمادة النابض يجب أن تكون هذه المادة ملائمة للبيئة المحيطة ومقاومة لتأثيرات الحرارة والتآكل دون حدوث انخفاض زائد في أداء النابض. إن التآكل ودرجات الحرارة المرتفعة تخفض من وثوقية النابض. وبالتالي يجب تحديد تأثير الحرارة على مواد النوابض.
على الرغم من أن هناك مواد محددة تم اعتبارها كمواد نابضية، إلا أنها ليست خلائط مصممة لهذا الغرض. المواد النابضية هي خلائط عالية المقاومة، والتي تبدي عادة أعلى مقاومة في نظام الخليطة.
مثلا: في الفولاذ يمكن اعتبار الفولاذ متوسط وعالي الكربون كمواد نابضية، ويمكن أيضا بالنسبة للخلائط النحاسية اعتبار خليطة البيريليوم-نحاس كمواد نابضية، وبالنسبة للتيتانيوم يمكن استخدام الخليطة Ti-13V-11Cr-3A1 المشكلة على البارد والمزمنة.
تمتلك المادة المعدة لتصنيع النوابض عادة مواصفات مقاومة عالية وحد مرونة مرتفع لأن النابض هو بنية مرنة مصممة لتحمل تشوهات كبيرة أي يجب أن تمتلك المواد النابضية مجال مرونة واسع.
و يوجد عوامل أخرى مثل مقاومة التعب والتكلفة وتوفر المواد وقابلية التشكيل ومقاومة التآكل والخواص المغناطيسية والناقلية الكهربائية يمكن أن تكون هامة ويجب أن تؤخذ بعين الاعتبار في ضوء التكلفة\الفائدة.
و تتعرض النوابض دائما تقريبا لحمولات التعب وقد يكون عدد الهزات المطلوبة خلال حياة النابض قليلا لا يزيد عن بضعة آلاف من المرات كنوابض الأقفال لكن نابض صمام محرك السيارة يجب أن يعيش ملايين الهزات دون انهيار ولذلك يجب أن يصمم مثل هذه الصمامات لحياة لانهائية.
و تتعرض أجزاء الآلات كالأعمدة مثلا إلى حمولة التعب على شكل إجهادات منعكسة تماما ولكن النوابض اللولبية لا تستخدم كنوابض انضغاط ونوابض شد في نفس الوقت بل أنها في الواقع تخضع لحمولة مسبقة عند تركيبها وتكون الحمولة العاملة إضافية وهكذا فإن الشكل يعبر عن ظروف تحميل النوابض الطبيعية ويكون أسوأ ظرف تتعرض له النوابض هو عندما لا تكون هناك حمولة مسبقة.
يجب التأني بعملية اختيار المادة المناسبة للحصول على أفضل النتائج الممكنة كما أن خواص السطح لها تأثير كبير على مقاومة التعب وغالبا لا توضح هذه الناحية في المواصفات المحلية، إلا أنه من المهم استخدام مواد تتصف بخواص سطح ممتازة (خشونة منخفضة وسطح مستوي...) للتطبيقات الحاوية على إجهادات تعب.
في الخلائط الفولاذية والتي تشكل فيها تكلفة المعالجة جزء كبير من الكلفة الإجمالية، يمكن أن تتراوح جودة السطح في مجال كبير نسبيا.
يمكن أن يصل عمق العيوب السطحية إلى %3.5 من قطر السلك في الأنواع التجارية (ASTM A-227 & A-229). كما يمكن الحصول على عدة مستويات متوسطة للجودة، والمستويات العليا للجودة المتمثلة بنوابض الصمامات والنوابض الموسيقية يفترض أن لا تحتوي سطوحها على العيوب. تجدر الإشارة إلى أن لعملية الكربنة والنترجة والعمليات المماثلة تأثير سلبي على السطوح ومقاومة النابض للتعب، ومن ناحية أخرى فإن جودة سطح المادة يكون تابعا للعناية والحذر في عمليات الإنتاج والمعالجات اللاحقة وبالتالي فإن تكلفة المنتجات ذات السطوح الجيدة والمقاومة لحمولات التعب تكون أكبر من تكلفة المنتجات التجارية يوجد عدد محدود من الخلائط الصالحة للاستعمال لتصنيع النوابض. يجب أن تتمتع المادة النابضية المثالية بمقاومة شد عالية وبحد خضوع عالي وعامل مرونة منخفض من أجل الحصول على إمكانية تخزين طاقة كبيرة (المساحة تحت الجزء المرن من مخطط الإجهاد- انفعال). من أجل الحمولات الديناميكية للنابض فإن خاصية مقاومة التعب للمادة لها الأهمية الأولى. وهناك عوامل أخرى يجب أن تؤخذ في عين الاعتبار كالكلفة، توفر المادة، قابلية التشكيل، مقاومة التآكل، النفوذية المغناطيسية والناقلية الكهربائية. وبالتالي فإنه يجب اختيار مواد النوابض بحذر وذلك للحصول على حل وسط بين هذه العوامل.
إن المقاومة العالية للشد ونقطة الخضوع تتحقق عادة في خلائط الفولاذ ذي الكربون المتوسط أو العالي. أما بالنسبة للفولاذ غير القابل للصدأ فهناك خلائط قليلة منه تصلح لتصنيع النوابض نظرا للتبعثر في قيمة عامل يونغ (E).
بالنسبة لخلائط النحاس فإن خليطة البريليوم – نحاس وخليطة الفوسفور- برونز تصلح عادة لتصنيع النوابض. النوابض الصغيرة التي تتحمل قوى قليلة تصنع عادة بالسحب على البارد وتكون أسلاك دائرية المقطع أو مستطيلة المقطع أو من صفائح رقيقة مدرفلة على البارد.
أما النوابض التي تستعمل في القوى الكبيرة مثل نوابض تعليق السيارات فإنها تصنع بالسحب على الساخن أو بالطرق. مواد النوابض تخضع عادة للتقسية من أجل الحصول على المقاومة المطلوبة. أبعاد المقاطع الصغيرة تقسى بعملية السحب على البارد، أما المقاطع الكبيرة فتقسى بالمعالجة الحرارية. تستعمل عادة درجات حرارة منخفضة (°C 510- 175) بعد التشكيل للتخلص من الإجهادات المتبقية واستقرار الأبعاد. تستعمل درجات حرارة عالية للسقاية والمراجعة للنوابض التي تشكل بالتلدين.
لمعظم التطبيقات، تكون الإجابة على سؤال هل المادة مغناطيسية أو لا عن طريق استخدام مغناطيس دائم. ولكن في بعض التطبيقات فإن مستويات منخفضة جدا من السلوك المغناطيسي يمكن أن تكون ضارة. لذلك فإنه من الأفضل معرفة النفوذية المغناطيسية للمواد المختارة ونظرا لأن النفوذية يمكن أن تتغير بالتشكيل على البارد، فإن يمكن توقع بعض الاختلاف. بشكل عام تكون المواد ذات النفوذية المنخفضة غالية الثمن، لذلك يجب على المصممين اختيار هذه المواد فقط عندما تكون هناك حاجة ضرورية لها. غالبا ما يكون الستانلس ستيل المقوى بالنتروجين- منغنيز اختيارا جيدا لأنه يملك متانة جيدة وذو كلفة معتدلة.

## مستقبل النوابض
إن التطور السريع في صناعة الحواسب والأجهزة الخلوية دفع مصنعي النوابض إلى تطوير هذه الصناعة لإنتاج نوابض صغيرة جدا، إن النوابض التي تدعم المفاتيح في لوحات المفاتيح ضرورية، لكن هناك تطبيقات أقل وضوحا أيضا، فعلى سبيل المثال طور صانعو معدات الاختبار المستخدمة في منتجات أنصاف النواقل تقنية وصل بواسطة النوابض الميكروية.
تستخدم المعدات الطبية نوابض صغيرة جدا وقد طورت نوابض لولبية لكي تستخدم في النهاية المدخلة في عمليات التنظير والقثطرة هذه النوابض مصنوعة من أسلاك بقطر 0.03 mm وقطر النابض 0.092 mm أي ما يعادل قطر الشعرة البشرية. إن الشركة اليابانية التي طورت هذا النابض تحاول أن تجعله أصغر.
إن أقصى تصغير للنوابض أنجز حتى الآن تم في عام 1997 بواسطة الكيميائي النمساوي (برنارد كروتلر)، حيث صنع نابضا جزيئيا بواسطة 12 ذرة كربون وربط جزيئة فيتامين B12 إلى كل نهاية من السلسة بواسطة ذرة كوبالت في الحالة الحرة تأخذ السلسة شكلا متعرجا، وعند وضعها في الماء تنثني على بعضها وبإضافة مركب (سيكلودكسترين) يؤدي إلى عودة السلسة إلى الحالة الحرة، ولا يوجد تطبيق عملي لهذا النابض حتى الآن ولكن البحث مستمر.